# Top Manta (marca)
Top Manta és una cooperativa de treball i una marca comercial de roba i calçat de comerç just fabricats en tallers locals. La marca Top Manta no té una finalitat lucrativa, sinó que, per mitjà de l'arrelament sociolaboral, regula la situació de persones migrants.

## Història
Fundada pel Sindicat Popular de Venedors Ambulants de Barcelona el 2017, dos anys després del naixement del sindicat, està formada per extreballadors de la venda a la manta. El taller de la cooperativa Top Manta es troba a la nau 8 de l'antic recinte fabril de Can Batlló, al barri barceloní de la Bordeta, un espai comunitari veïnal autogestionat des de l'any 2011, i els seus productes es venen a la botiga que té al carrer d'En Roig, al Raval. El 2020, també s'inauguraren botigues Top Manta a Saragossa, Madrid i Bilbao.
L'any 2021, Top Manta tragué al mercat la primera col·lecció de calçat Ande Dem (en wòlof, ‘caminar junts’), amb l'eslògan «No es tracta sols de fer-ho, sinó de fer-ho bé». Les vambes són produïdes amb criteris de sostenibilitat, justícia social i amb el compromís que els beneficis es destinen a millorar les condicions de vida dels manters i les seves famílies, oferir assistència legal per a regularitzar la seva situació i incentivar-ne la inclusió en el món laboral.